# Роле (Люблінське воєводство)
Роле (пол. Role) — село в Польщі, у гміні Луків Луківського повіту Люблінського воєводства.
Населення — 476 осіб (2011).
У 1975-1998 роках село належало до Седлецького воєводства.

## Демографія
Демографічна структура станом на 31 березня 2011 року:
|          | Загалом | Допрацездатний вік | Працездатний вік | Постпрацездатний вік |
| -------- | ------- | ------------------ | ---------------- | -------------------- |
| Чоловіки | 252     | 70                 | 155              | 27                   |
| Жінки    | 224     | 55                 | 129              | 40                   |
| Разом    | 476     | 125                | 284              | 67                   |